# Torsten och Ragnar Söderbergs professur i företagsekonomi

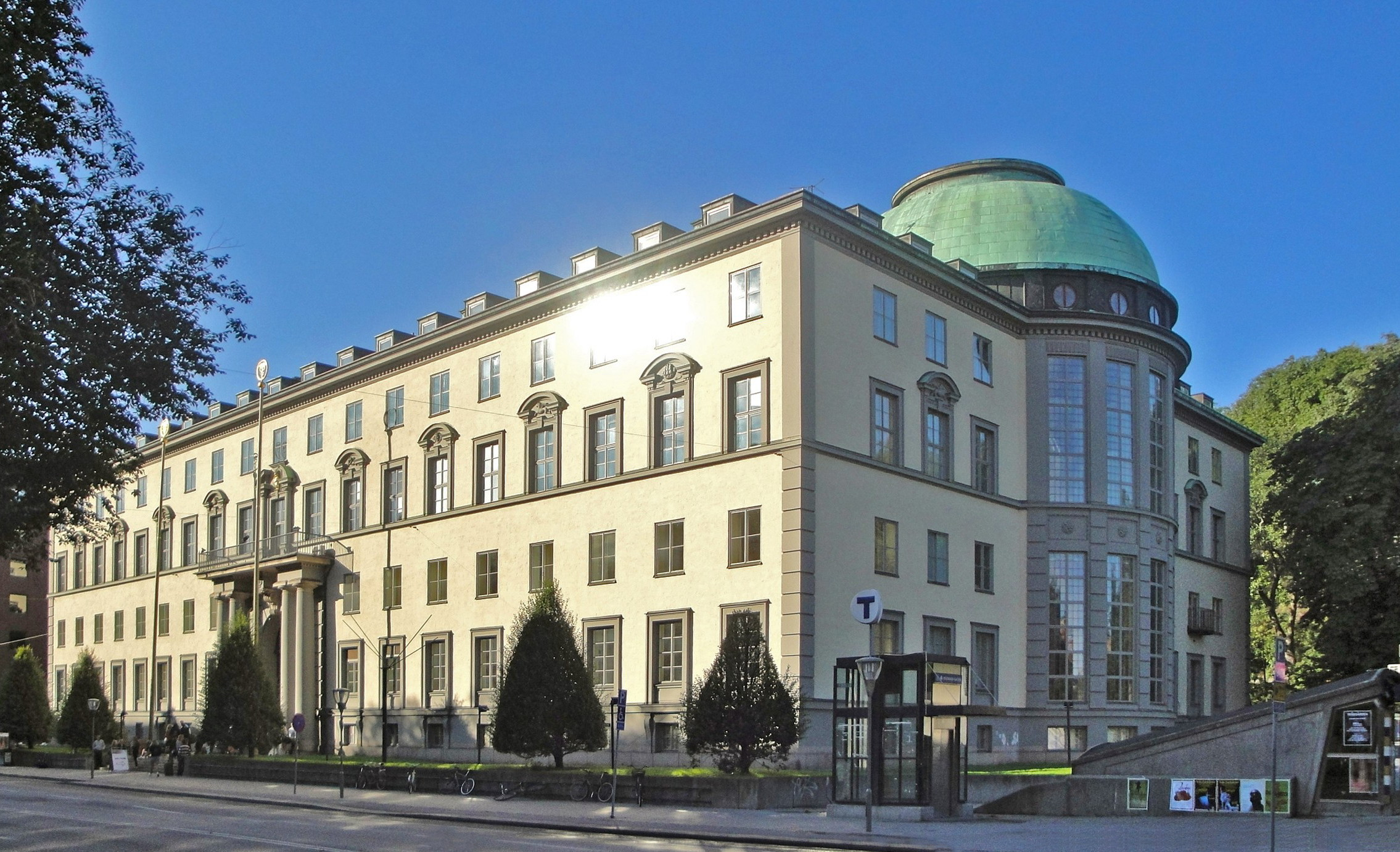
Torsten och Ragnar Söderbergs professur i företagsekonomi är en donationsprofessur vid Handelshögskolan i Stockholm

Torsten och Ragnar Söderbergs professur i företagsekonomi med inriktning på företagande och ledning är en donationsprofessur vid Handelshögskolan i Stockholm. Professuren inrättades år 2008 genom en donation om 50 miljoner kronor från Ragnar Söderbergs stiftelse. Professuren är ''inrättad vid Handelshögskolans 100-årsjubileum''. Nuvarande innehavare är professor Pär Åhlström vid Handelshögskolan i Stockholm.

## Innehavare
- Pär Åhlström 2008-